# Liste der Naturschutzgebiete im Landkreis Freyung-Grafenau
Im Landkreis Freyung-Grafenau gibt es acht Naturschutzgebiete. Zusammen nehmen sie im Landkreis eine Fläche von 709 Hektar ein. Das größte Naturschutzgebiet ist das 1997 eingerichtete Naturschutzgebiet Obere Ilz.
| Name                          | Bild | Kennung                   | Kreis                                        | Einzelheiten                                      | Position | Fläche Hektar | Datum |
| ----------------------------- | ---- | ------------------------- | -------------------------------------------- | ------------------------------------------------- | -------- | ------------- | ----- |
| Haidfilz                      |      | NSG-00182.01 WDPA: 81801  | Landkreis Freyung-Grafenau                   |                                                   | ⊙        | 38,73         | 1983  |
| Hochwald                      |      | NSG-00184.01 WDPA: 81901  | Landkreis Freyung-Grafenau                   |                                                   | ⊙        | 268,67        | 1983  |
| Mitternacher Ohe              |      | NSG-00240.01 WDPA: 164637 | Landkreis Freyung-Grafenau, Landkreis Regen  | LK Freyung-Grafenau 76,70 ha, LK Regen 30,28 ha   | ⊙        | 106,98        | 1985  |
| Moorwald bei Kirchl           |      | NSG-00180.01 WDPA: 82180  | Landkreis Freyung-Grafenau                   |                                                   | ⊙        | 7,90          | 1983  |
| Obere Ilz                     |      | NSG-00535.01 WDPA: 164864 | Landkreis Freyung-Grafenau, Landkreis Passau | LK Freyung-Grafenau 286,38 ha, LK Passau 81,42 ha | ⊙        | 367,80        | 1997  |
| Saußbachleite                 |      | NSG-00025.01 WDPA: 82501  | Landkreis Freyung-Grafenau                   |                                                   | ⊙        | 20,47         | 1939  |
| Urwald am Dreisessel          |      | NSG-00003.01 WDPA: 82763  | Landkreis Freyung-Grafenau                   | Neureichenau Urwaldrest.                          | ⊙        | 3,80          | 1938  |
| Zwicklfilz                    |      | NSG-00017.01 WDPA: 82966  | Landkreis Freyung-Grafenau                   | Philippsreut                                      | ⊙        | 6,45          | 1939  |
| Legende für Naturschutzgebiet |      |                           |                                              |                                                   |          |               |       |